# Île Buldir

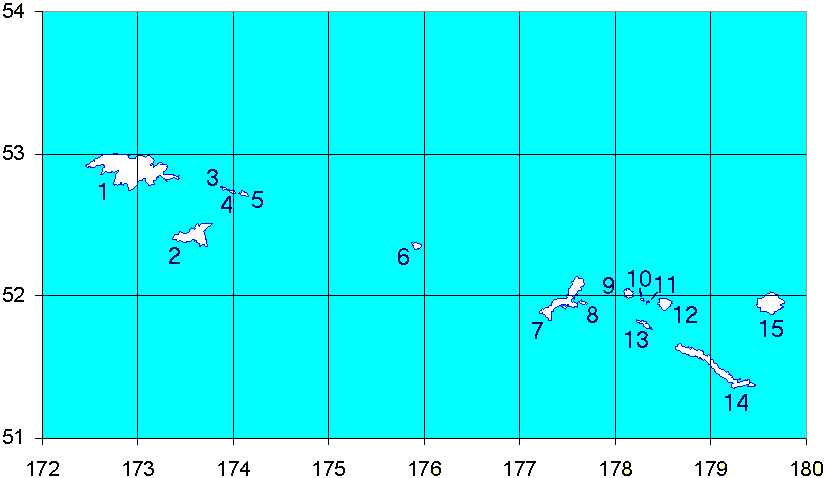
Carte des îles Aléoutiennes occidentales. Buldir est la numéro six.

L' île Buldir, parfois orthographiée Buldyr, en aléoute : Idmaax, est une petite île située dans la partie occidentale des îles Aléoutiennes et appartenant à l'Alaska. Elle est longue de près de sept kilomètres pour quatre kilomètres de large et une superficie de 19,29 kilomètres carrés. C'est l'île la plus isolée de l'archipel aléoute et ses voisines les plus proches sont Kiska, à 110 kilomètres à l'est et Shemya à une centaine de kilomètres à l'ouest. Buldir est inhabitée et dépend de l' Alaska Maritime National Wildlife Refuge. Elle a été désignée comme zone de recherche naturelle (Resarch Natural Area).

## Histoire

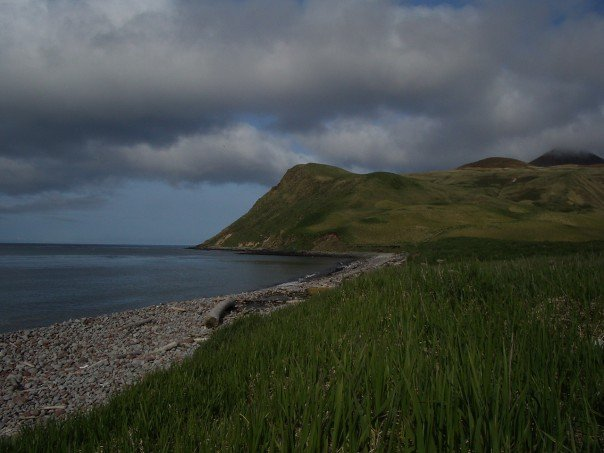
North Bight Beach.

Des preuves archéologiques de présence humaine sur Shemya et Kiska remontent à 2 000 avant notre ère. Étant donné la longue distance entre ces deux îles, il est fort probable que les populations d'alors ont dû faire étape à Buldir mais aucun élément n'en atteste. Des archéologues se sont rendus à plusieurs reprises sur l'île, en 1991, 1993, 1997 et 2001. Ces visites ont démontré que Buldir a été habitée de façon périodique depuis un millier d'années.
L'amas coquillier sur North Bight Beach a été étudié pour en apprendre plus sur l'alimentation des habitants. Des oiseaux, des mammifères et des poissons ont été identifiés par ordre de fréquence mais presque aucun invertébré. Vingt-trois espèces d'oiseaux ont été recensées dont vingt-et-un oiseaux marins, tandis que les os de mammifères sont presque uniquement issus de lion de mer de Steller.
Les preuves retrouvées semblent montrer que la présence humaine est irrégulière, parfois en provenance des îles Near et d'autres fois des îles Rat. Il est difficile de comprendre ce qui a pu pousser ces populations à entreprendre la traversée périlleuse jusqu'à Buldir. Il se pourrait que le manque de ressources sur les îles Aléoutiennes ou des troubles particuliers ont pu contraindre certains groupes à se réfugier sur l'île. Une autre hypothèse ferait de Buldir une sorte de terrain neutre entre les populations des deux archipels susmentionnés, qui pourraient alors s'y retrouver.
Une grande maison faite en os de baleines a aussi été trouvée par les archéologues, datée du milieu du XVIIe siècle. Les cétacés pourraient avoir été consommés par les autochtones, attestant peut-être d'une présence plus fréquente de l'île, d'autant qu'un nombre substantiel d'artefacts humains y ont été trouvés.
L'île est découverte par les Européens à l'occasion de la deuxième expédition de Vitus Bering en 1741. Il part en juin de cette année de Petropavlovsk-Kamtchatski et rallie l'île Kayak le 20 juillet où il ravitaille avant d'entamer le chemin du retour. Il espère avant l'arrivée de l'hiver et du scorbut mais les vents et les courants contraires ralentissent son navire. Le 28 octobre, le scorbut se déclare et un tonnelier en meurt, tandis que dans la même journée, une île émerge des nuages. Nommée île Saint-Étienne, il pourrait s'agir de l'île Buldir, même si celle-ci n'apparaît sur les cartes russes sous ce nom qu'en 1787 au plus tôt. Ce nom pourrait par ailleurs venir du tonnelier mort le jour de sa découverte.
En juin 1942, les Japonais s'emparent d'Attu et de Kiska, à l'ouest et à l'est de Buldir. Le 7 août 1942, un B-24 Liberator survole l'île pour la photographier et vérifier une éventuelle présence japonaise. D'autres missions de reconnaissance ont lieu mais aucune occupation nippone n'est repérée. A l'été 1943, les Japonais quittent Kiska et les îles Aléoutiennes. En octobre 1943, une petite garnison est établie par les Américains sur Buldir avec cinq hommes dont deux opérateurs radio et trois météorologistes. Ils doivent vérifier régulièrement les conditions météo et assurer une mission de contrôle aérien local. Ils sont approvisionnés principalement par voie aérienne étant donné les difficultés à aborder Buldir. Le 3 mars 1944, le caporal Carl E. Houston quitte l'abri pour n'en jamais revenir et son sort demeure longtemps mystérieux, jusqu'à ce que son squelette soit découvert par un scientifique en 1988, avec son fusil M1 Garand à côté de lui. Les causes de sa mort n'ont pas été élucidées.
Le 2 février 1945, un P-38 Lightning en vol d'essai est contraint de se poser sur Buldir à la suite de la casse de son antenne radio et de l'important brouillard environnant. En dépit de l'absence d'aérodrome, le pilote Arthur Kidder parvient à effectuer un atterrissage d'urgence et à rejoindre la petite base météo. Son épave devient ensuite une cible pour des exercices, avant d'être transportée au Hill Aerospace Museum dans l'Utah.
Depuis la fin de la guerre, la seule présence humaine périodique est le maintien d'équipes de biologistes l'été depuis 1988 par le United States Fish and Wildlife Service. Leur rôle principal est d'étudier la nidification des oiseaux marins et l'étude plus globale de l'écosystème local, qui permet notamment d'obtenir des informations sur la gestion de la pêche.

## Faune
Buldir jouit d'une situation exceptionnelle en raison de son isolement et de la difficulté à l'aborder. Aucun trappeur, qu'il soit américain ou russe, n'a tenté de l'utiliser pour la collecte de fourrures, comme cela a été le cas sur la quasi-totalité des autres îles aléoutes. De ce fait, l'île a échappé à l'introduction de rats et les oiseaux qui nichent à même le sol bénéficient d'une grande sécurité.
L'île Buldir est donc un havre de paix pour nombre d'oiseaux, dont c'est l'un des principaux lieux de nidification dans l'hémisphère nord. On estime à million d'oiseaux marins de vingt-et-une espèces différentes qui nichent durant la haute saison. Parmi les principaux oiseaux figurent le starique cristatelle, le starique minuscule, des puffins, des pétrels et c'est l'un des quatre lieux de nidification de la mouette des brumes.
L'île a aussi joué un rôle important dans la conservation de l'oie aléoute, Branta hutchinsii leucopareia. Cette sous-espèce que l'on pensait éteinte au début du XXe siècle avait été vue pour la dernière fois en 1938. La prédation des œufs et des poussins par les rats et les renards expliquant la rapide décrue de l'espèce. Toutefois, en 1962, trois cents oiseaux sont découverts sur Buldir, du fait de l'absence de mammifères. En 2001, grâce aux efforts de conservation, l'animal n'est plus sur la liste des espèces en danger d'extinction.